# Frare rinoceront
El frare rinoceront (Philemon argenticeps) és un ocell de la família dels melifàgids (Meliphagidae).

## Hàbitat i distribució
Habita boscos, incloent boscos de ribera i manglars del nord-est d'Austràlia Occidental, nord del Territori del Nord i nord-est de Queensland.